# Iraq Survey Group

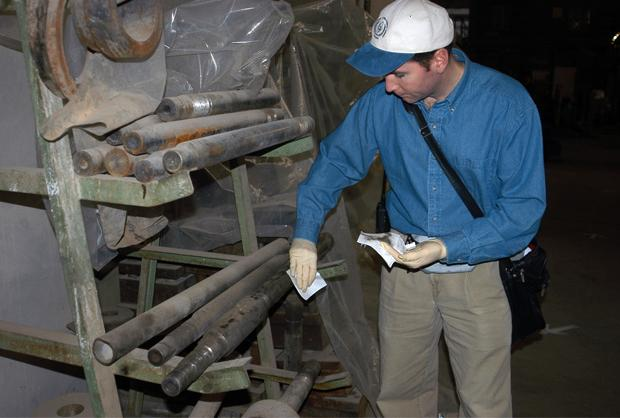
Jeden ze zbraňových inspektorů OSN

Iraq Survey Group (Irácká průzkumná skupina, ISG) byla mise, poslaná MNF–I (Multi-National Force – Iraq, nadnárodním vojenským velitelstvím v čele s USA řídícím Operation Iraqi Freedom) po invazi do Iráku v březnu 2003. Jejím předmětem bylo nalezení iráckých zbraní hromadného ničení, které byly uváděny jako hlavním důvod invaze ze strany Spojených států a administrativou George W. Bushe (tzv. Bushovy doktríny). ISG byla organizována Pentagonem a CIA a měla mezinárodní tým s 1400 členy, kteří vedle včetně chemických a biologických látek ZHN, měli najít jakýkoli podpůrný výzkumný program či infrastrukturu, jež by mohla být využita k vývoji zbraní hromadného ničení. Zprávy skupina podávala přímo Donaldu Rumsfeldovi. Šéfem ISG byl Dr. David Kay, který ale v lednu 2004 resignoval.

## Duelfer Report
ISG vydala několik průběžných zpráv v říjnu 2003 a lednu 2004. Její konečná zpráva, běžně známá jako Duelfer Report (Duelferova zpráva), vyšla 30. září 2004. Obsahuje několik závěrů o Saddámu Husajnovi a Iráku v letech 1991–2003, z nichž nejzávažnější je ten, že byly nalezeny chemické ZHM vyrobené před rokem 1996 a výrobní zařízení a množství chemikálií dvojího určení, ze kterých by se daly zbraně vytvořit. Podle rezoluce OSN Irák nesměl vlastnit žádné ZHM ani zařízení k jejich výrobě.